# Eucratoscelus pachypus
Eucratoscelus pachypus är en spindelart som beskrevs av Schmidt och von Wirth 1990. Eucratoscelus pachypus ingår i släktet Eucratoscelus och familjen fågelspindlar.
Artens utbredningsområde är Tanzania. Inga underarter finns listade i Catalogue of Life.